# Лисниченко, Мария Григорьевна
Мария Григорьевна Лисниченко (род. 27 декабря 1980, Москва) — российская легкоатлетка, специалистка по бегу на короткие дистанции. Выступала на профессиональном уровне в первой половине 2000-х годов, член сборной России, чемпионка Универсиады в Тэгу, победительница Кубка Европы, победительница и призёрка первенств всероссийского значения. Представляла Москву. Мастер спорта России международного класса.

## Биография
Мария Лисниченко родилась 27 декабря 1980 года в Москве.
Занималась лёгкой атлетикой под руководством тренеров Н. В. Тереховой и М. М. Телятникова.
Впервые заявила о себе на взрослом всероссийском уровне в сезоне 2000 года, когда на чемпионате России в Туле с командой Москвы выиграла бронзовую медаль в эстафете 4 × 400 метров.
В 2001 году вошла в состав российской национальной сборной и выступила на молодёжном европейском первенстве в Амстердаме, где в программе эстафеты 4 × 400 метров стала четвёртой.
В 2003 году взяла бронзу в эстафете 4 × 200 метров на зимнем чемпионате России в Москве. Будучи студенткой, представляла страну на Всемирной Универсиаде в Тэгу — в индивидуальном беге на 400 метров стала серебряной призёркой, тогда как в эстафете 4 × 400 метров вместе с соотечественницами Екатериной Кондратьевой, Татьяной Фировой и Натальей Лавшук превзошла всех соперниц и завоевала золото.
В 2004 году выиграла эстафету 800 + 600 + 400 + 200 метров на Кубке Европы в помещении в Лейпциге.
В 2005 году в эстафете 4 × 400 метров победила на Кубке Европы во Флоренции и на чемпионате России в Туле. Рассматривалась в качестве кандидатки на участие в чемпионате мира в Хельсинки, но в итоге выступить здесь ей не довелось. По окончании сезона завершила спортивную карьеру.
За выдающиеся спортивные достижения удостоена почётного звания «Мастер спорта России международного класса».
Окончила Российский государственный университет физической культуры, спорта и туризма. Впоследствии работала тренером по фитнесу в клубе World Class в Москве.